# Chasurta
Chasurta (ros. Хасурта) – wieś w Rosji, w Buriacji, w rejonie chorińskim. W 2010 liczyła 648 mieszkańców.